# Suizei
Keizer Suizei (綏靖天皇, Suizei-tennō) was de tweede keizer van Japan, volgens de traditionele opvolgvolgorde.
Suizei was de opvolger van de legendarische Jimmu, de eerste keizer van Japan.
Er is tot op heden nog geen antwoord gevonden op de vraag of Suizei al dan niet bestaan zou hebben, omdat er nog geen wetenschappelijk bewijs gevonden is om een dergelijk antwoord te ondersteunen.
Suizei betekent vrij vertaald: "De blij gelukkige vrede".
* Regent Jingu staat niet op de traditionele lijst.